# دوبرا (شهرستان بولسواویتس)
دوبرا (به لهستانی:  Dobra) یک روستا در لهستان است که در گمینا بولسواویتس (استان سیلزی سفلی) واقع شده‌است.